# The People of the Abyss
The People of the Abyss és una obra de Jack London sobre la vida a l'East End de Londres del 1902. London escrigué de primera mà les experiències de viure a l'East End (incloent-hi el districte de Whitechapel) uns mesos, a voltes en un hospici o fins i tot dormint als carrers. Les condicions que experimentà i va escriure serien les mateixes que haurien suportat uns 500.000 pobres al Londres de llavors.

## Antecedents i successors
Hi ha hagut moltes referències anteriors de les condicions dels barris i tuguris d'Anglaterra, en particular La condició de la classe obrera a Anglaterra el 1844 per Friedrich Engels. Les fonts, però, n'eren de segona mà. Jack London fou un escriptor de prestigi que arribà a ser molt popular.
El 1890, Jacob Riis publica Com viu l'altra meitat, que causant sensació i s'ha suggerit com a font d'inspiració per a The People of the Abyss. Un advertiment contemporani de l'obra de Jack London deia que «dringa» amb la «franquesa que només és possible quan una persona coneix Londres tant com Jacob Riis coneix Nova York», indicant així que el seu editor, almenys, hi percep una semblança.
Quan London escriu The People of the Abyss, la paraula abisme s'usava àmpliament per a referir-se als estrats més baixos de la societat. El llibre del 1902 d'H.G. Wells, Anticipació de les reaccions del progrés mecànic i científic en la vida i pensament humans, empra aquesta expressió en aquest sentit i en altres llocs usa la frase the people of the abyss. Un escriptor, analitzant El taló de ferro, es refereix a "the people of the abyss com «la frase d'H.G. Wells».
George Orwell s'inspirà en The People of the Abyss quan la va llegir en l'adolescència, i en la dècada dels 1930 es disfressà com un desemparat i feu intrusions als barris pobres de Londres, imitant Jack London. Es pot veure la influència de The People of the Abyss a Down and Out in Paris and London i en The Road to Wigan Pier.
El periodista britànic i l'editor Bertram Fletcher Robinson escrigué una ressenya de The People of the Abyss en el periòdic londinenc Daily Express. Fletcher Robinson diu que seria «difícil trobar un volum més depriment».